# Varkaus Vandtårn
Varkaus Vandtårn er et 45 meter højt vandtårn i Varkaus, Finland opført i 1954. Vandtårnet er unikt i og med at der i tårnet også er beboelse. Det var engang Finlands højeste beboede bygning og står stadig som et vartegn for Varkaus. Arkitekt Kalevi Väyrysen tegnede vandtårnet med udsigtspost og café på taget.